# Łaszczów (gromada)
Łaszczów – dawna gromada, czyli najmniejsza jednostka podziału terytorialnego Polskiej Rzeczypospolitej Ludowej w latach 1954–1972.
Gromady, z gromadzkimi radami narodowymi (GRN) jako organami władzy najniższego stopnia na wsi, funkcjonowały od reformy reorganizującej administrację wiejską przeprowadzonej jesienią 1954 do momentu ich zniesienia z dniem 1 stycznia 1973, tym samym wypierając organizację gminną w latach 1954–1972.
Gromadę Łaszczów z siedzibą GRN w Łaszczowie osadzie (wówczas wsi) utworzono – jako jedną z 8759 gromad na obszarze Polski – w powiecie tomaszowskim w woj. lubelskim na mocy uchwały nr 16 WRN w Lublinie z dnia 5 października 1954. W skład jednostki weszły obszary dotychczasowych gromad Łaszczów osada, Domaniż, Czerkasy, Podhajce, Steniatyn kol., Steniatyn wieś, Nadolce, Małoniż i Łaszczów kol. ze zniesionej gminy Łaszczów w tymże powiecie. Dla gromady ustalono 21 członków gromadzkiej rady narodowej.
1 stycznia 1958 do gromady Łaszczów włączono obszar zniesionej gromady Dobużek w tymże powiecie.
1 stycznia 1960 do gromady Łaszczów włączono wieś i kolonię Muratyn ze zniesionej gromady Czartowiec, a także wieś i kol. Zimno, wieś i kol. Pieniany oraz wieś Ratyczów ze zniesionej gromady Zimno w tymże powiecie.
1 stycznia 1962 do gromady Łaszczów włączono wieś i kolonię Podlodów ze zniesionej gromady Gródek w tymże powiecie.
1 stycznia 1969 do gromady Łaszczów włączono wsie Hopkie, Pukarzów, Wólka Pukarzowska, Kolonia Hopkie i Kolonia Pukarzów ze zniesionej gromady Wólka Pukarzowska w tymże powiecie.
Gromada przetrwała do końca 1972 roku, czyli do kolejnej reformy gminnej. 1 stycznia 1973 w powiecie tomaszowskim reaktywowano gminę Łaszczów.